# Джай Сінґх Канхея
Джай Сінґх Канхея (пенджаб. ਜੈ ਸਿੰਘ ਕਨ੍ਹੱਈਆ; 1712– 1793) — 1-й місальдар (очільник) місаля Канхея (Канхайя) у 1748—1793 роках.

## Життєпис
Походив з одного з впливовіших джатських кланів Сандху. Син новонавернутого сикха Хушал Сінґха, торгівця деревиною. Народився 1712 року вселі Канха (Лахорська суба). Бувпосячений у хальсу джатедаром Капур Сінґхом.Зацим приєднався доджатхи (збройного загону) Амар Сінґха Кінгри.
Згодом відзначився військовими здібностямИ, утворивши власнуджатху. Брав участь 1739 року у нападах на перські війська Надир Шаха, що повертався з величезною здобиччю після індійського походу. Внаслідок реформ війська 1748 року отримав власний місаль, що отримав назвуКанхея (від рідного села і резиденції Джай Сінґха).
Під час військових кампанійпроти афганських намісників захопив частину Ріарки (район Гурдаспура та землі на північ від Амрітсара). Перемістив резиденцію до села його дружини — Сохіан (15 км від Амрітсара), а звідти до міста Батала.
У 1765 році Джай Сінгх розширив свою територію до Парола, який знаходився за 70 км на південний схід від Джамму. діяв спільно з місальдаром Джассою Сінґхою Рамгархією, розділив територію з обох боків річок Біас та Раві (доаб Барі). Раджи Нурпура, Датарпура та Сіба стали його данниками.
1774 року Джай Сінґх спільно з родичем Хакікат Сінґхом звів в Амрітсарі базар під назвою Катра Канхеян. Невжовзі уклав союз з джатедаром Джассою Сінґхом Ахлувалією проти Джасси Сінґха Рамгархії та Джханда Сінґх, магараджи Лахору і Амрітсару. Того ж року під час військової кампанії в Джамму (тут діяв разом з Чарат Сінґхом, місальдаром Сукерчакії) спрямував найманого вбивцю, який вбив останнього. Потім воював проти наступного магараджи Ганди Сінґха.
У жовтні 1778 року в союзі з Мага Сінґхом Сукерчакією та Джассою Сінгхом Ахлувалією завдав поразки Джассу Сінґху Рамгархії. 1781 року виступив проти Бріджа Деви, раджи Джамму, якого змусив платити данину. 1785 року проти нього знову виступив Джасса Сінґх Рамгархія, союзниками якого стали Мага Сінґх Сукерчакія та Сансар Чанд, раджа Кангри. Зазнав від них поразки, втративши північні володіння. В одній з битв загинув його єдиний син Гурбакш Сінґх.
В подальшому спрямував зусилля на повернення втрачено, втім не досяг бажаного. Помер 1793 року. Його володіння отримала невістка Сада Каур.